# Balassa M. Iván
Balassa M. Iván (Debrecen, 1943. március 28. –) magyar etnográfus.

## Tanulmányai
1962-ben kezdte meg tanulmányait a budapesti Eötvös Loránd Tudományegyetem bölcsésztudományi karán, ahol 1967-ben szerzett diplomát.

## Pályafutása
Az egyetem elvégzése után a Néprajzi Múzeumnál helyezkedett el, majd a szentendrei Szabadtéri Múzeum munkatársa volt nyugalmazásáig (2008). A Kulturális Közvetítők Társaságának alelnöke és az ICOMOS Magyar Nemzeti Bizottság népi építészet szekciójának elnöke. 1982-ben a néprajztudományok kandidátusa. Kutatási területe a műemlékvédelem, népi építészet témaköre.

## Családja
Felesége Zentai Tünde etnográfus. Két gyermekük van (Gergely, Eszter). Hobbija az úszás és a zene.

## Főbb művei
- Épületfalak; Hoffmann Tamás, Bp., 1973 (Kérdőívek és gyűjtési útmutatók)
- Mezőkövesd, Kis Jankó Bori Emlékház; Tájak-korok-múzeumok, Bp., 1981 (Tájak, korok, múzeumok kiskönyvtára)
- A parasztház évszázadai. A magyar lakóház középkori fejlődésének vázlata; Tevan Andor Nyomdaipari Szakközép- és Szakmunkásképző Iskola, Békéscsaba, 1985
- Báránd (Bihar m.) települése és építkezése; Magyar Népi Építészeti Archívum–Szabadtéri Néprajzi Múzeum, Szentendre, 1985 (A Magyar Népi Építészeti Archívum kiadványai)
- A parasztház története a Felföldön; Herman Ottó Múzeum, Miskolc, 1994
- Magyarország múzeumai. Múzeumlátogatók kézikönyve; összeáll. Balassa M. Iván, Zentai Tünde; Kulturtrade, Gyula, 1996
- A Bodrogköz népi építészetének katasztere; in: Ház és ember, A Szabadtéri Néprajzi Múzeum évkönyve 13.; Szabadtéri Néprajzi Múzeum, Szentendre, 1999
- Magyarország múzeumai. Múzeumlátogatók kézikönyve; főszerk. Balassa M. Iván; 4. átdolg. kiad.; Vince, Bp., 2004
- A Felföld népi építészete; Terc, Bp., 2010 (Népi kultúra)
- A székelykapu; Terc, Bp., 2011 (Népi kultúra)
- Balassa M. Iván–Leskó Andrea–Tamás Edit: Vezető a MNM Rákóczi Múzeuma néprajzi kiállításához, Sárazsadány; Magyar Nemzeti Múzeum, Bp., 2014
- Székelykapuk régen és ma; Székely Nemzeti Múzeum, Sepsiszentgyörgy, 2016
- Az egy igaz Istennek és Szent Fiának, Jézus Krisztusnak tiszteletére építtetett, festett famennyezetek és berendezések az unitárius templomokban; Magyar Unitárius Egyház–Exit, Kolozsvár, 2018